# Suh Seung-il
Suh Seung-il (* 18. Juli 1959 in Seoul) ist ein ehemaliger südkoreanischer Boxer im Superbantamgewicht.

## Karriere
Am 8. Oktober 1978 gab er sein Profidebüt. Am 15. April 1984 wurde er Weltmeister der IBF, als er Bobby Berna durch technischen K. o. in Runde 10 bezwang. Diesen Titel verteidigte er zweimal; im Januar 1985 verlor er ihn an Kim Ji-won durch klassischen Knockout. Nach einer erneuten klassischen K.-o.-Niederlage im direkten Rematch am 9. Oktober desselben Jahres beendete Suh seine Karriere.